# Rolrond vliegend hert
Het rolrond vliegend hert (Sinodendron cylindricum) is een kever uit de familie vliegende herten (Lucanidae). De wetenschappelijke naam van de soort werd als Scarabaeus cylindricus in 1758 gepubliceerd door Carl Linnaeus.

## Kenmerken
De mannetjes hebben een hooggewelfd borststuk met aan de voorzijde een opvallende stekel. Deze doet denken aan de neushoornkever (Oryctes nasicornis), maar deze laatste soort heeft een duidelijke neushoorn-achtige punt op het borststuk. Bij de vrouwtjes is de stekel minder geprononceerd. De lichaamslengte van het rolrond vliegend hert is ongeveer 12 tot 16 millimeter. De kleur is zwart, het borststuk is bedekt met vele kleine putjes, op de dekschilden zijn deze ook aanwezig maar zijn hier in lengtegroeven gelegen.

## Leefwijze
Het rolrond vliegend hert leeft als larve vrijwel uitsluitend van vermolmd beukenhout waardoor de kever gebonden is aan beukenbossen. In Nederland is de soort zeldzaam en alleen bekend uit Limburg en Groningen. 